# Tornado Tower
De Tornado Tower, ook bekend als de QIPCO Tower of de West Bay Tower, is een wolkenkrabber in Doha, Qatar. De bouw van de kantoortoren, die staat aan de Al Funduq Street, werd in 2008 voltooid.

## Ontwerp
De Tornado Tower is 195,1 meter hoog en heeft een totale oppervlakte van 80.000 vierkante meter. Het telt 51 bovengrondse en 3 ondergrondse verdiepingen. Het gebouw bevat naast ongeveer 1.700 parkeerplaatsen, ook een restaurant en een fitnesscentrum. Daarnaast biedt het plaats aan 16 personenliften, die reizen met een snelheid van 7,5 m/s, en een goederenlift, die een snelheid van 3,5 m/s bereikt.
Het gebouw heeft de vorm van een hyperboloïde en stelt een wervelwind voor. Het kan door een speciaal verlichtingssysteem, gecreëerd door Thomas Emde, op 35.000 verschillende manieren verlicht worden. Het is door CICO Consulting Architects & Engineers en SIAT in Hightech-Stijl ontworpen.
HEC Paris in Qatar heeft een campus in het gebouw.